# 1975 у відеоіграх

## Події
- Восени Magnavox припиняє продаж оригінальної гральної консолі Magnavox Odyssey.
- Atari та Tele-Games (відділення Sears, Roebuck and Company) випускають у продаж першу домашню версію консолі Pong через універмаги Sears.
- Magnavox випускає дві нові моделі консолі Magnavox Odyssey: Odyssey 100 та Odyssey 200.[1]

## Релізи
- Вільям Кроутер (англ. William Crowther) розробив Colossal Cave Adventure, першу гру в жанрі interactive fiction, для PDP-10.
- Midway випускає Gun Fight, першу відеогру на мікропроцесорі та першу аркаду, яка розроблювалася у Японії та потім видана у США. Taito створила оригінальну японську версію гри — «Western Gun», яка використовувала TTL, а «Dave Nutting Associates» успішно перенесла її на мікропроцесор Intel 8080.
- Horror Games, заснована Ноланом Бушнеллом (англ. Nolan Bushnell), видає свою єдину гру Shark Jaws, яка має принести прибуток через популярність фільму Стівена Спілберга «Щелепи».
- Дон Даглоу (англ. Don Daglow) розробляє комп'ютерну рольову гру Dungeon для PDP-10.